# Háry János (opera)
A Háry János Kodály Zoltán eredetileg öt kalandból álló, 1926-ban, a Magyar Állami Operaházban bemutatott daljátéka. A darab jelentősége elsősorban abban áll, hogy általa a magyar népdal bekerült a magyar színházakba.

## Az opera története és szövegkönyve
A Horthy-rendszer első évtizedében megfigyelhető volt egyfajta nemzeti nosztalgia a népszínmű műfaja iránt. A régi Népszínház 1908-ban zárta be kapuit, de az intézmény megnyitásának 50. évfordulóján (1922-23 fordulója) megkísérelték újjáéleszteni a műfajt: a Városi Színházban népszínmű előadásokat tartottak és a közvélemény, valamint a sajtó szorgalmazta egy olyan társulat megalakulását, amely kizárólag ennek a régi magyar műfajnak az ápolására specializálódott volna. Szabados Béla Bolond Istókja az 1923-as Petőfi centenáriumra készült alkalmi darab, de a régi időket felelevenítő népiességével váratlanul nagy sikert aratott.
Kodály első dalműve megalkotásakor a nosztalgikus korszellemből indult ki, de egyfajta ellen-népszínművet szeretett volna megvalósítani. Az eredeti népszínművekben ugyanis a magyar népdal alig kapott szerepet; ami miatt népiesnek tartották, az a népies műdal stilisztikai sajátosságainak az alkalmazása volt a zenés részekben. Kodály darabja irodalmi előzményéül sem egy népszínművet választott, hanem visszanyúlt a reformkor népies hagyományaihoz, amely még a népszínművek "mű népieskedése" előtt képviselte a magyar nép hangját. Ugyanezt tette Kacsóh Pongrác a János vitézben is.
Kodály Garay János reformkori költő Az obsitos című elbeszélő költeményéből indult ki. Garay Háry János alakjának megteremtésével halhatatlan népi hőst adott a magyar nemzetnek. Kodály a mintának megfelelően a kora XIX. század szellemében értelmezte át a népszínművet. A zeneszerző saját bevallása szerint a legendát akarta daljátékában ábrázolni, mert az igazabb, mint a történelem. Modern kori perspektívából nézve az a fajta népies hősiesség, amit Az obsitos története sugallt nem igaz, csak önámítás. Viszont a reformkor idealisztikus világa, a romantika kora alkalmas volt egy ilyen fajta tündérvilág ábrázolásához.
Az opera librettóját Paulini Béla és Harsányi Zsolt öntötte végső formába. Munkájukban elmélyítették a nagyotmondó, örökké optimista és lehetetlent nem ismerő paraszt lélekrajzát. Nem a füllentésen van a hangsúly, hanem a nép fiainak vágyain, elvágyódásán, kifogyhatatlan mesélő kedvének a valóságnál igazabb megszólaltatásán. Az eredeti mű lényegében egyetlen szereplőre, Háryra támaszkodott. Paulini és Harsányi viszont egy csapat további szereplővel bővíti ki a történetet: Örzsével, Háry jegyesével, aki a darab másik főszereplője lesz, Marci bácsival, a kocsissal, aki mint komikus figura jelenik meg, Ebelasztin lovaggal, aki a cselszövő lesz, és a Garaynál két sorban megjelenő Mária-Lujza is jelentős szereplővé lép elő.
Az elkészült daljátékot először Hevesi Sándor, a Nemzeti Színház akkori igazgatója fogadta el előadásra, de hamarosan többen szerencsésebbnek látták  a darabot az operaházban bemutatni. Radnai Miklós fel is vette a kapcsolatot Hevesiékkel és Magyar Királyi Operaház 1925-26-os évadjának műsorára végül fel is vették a darabot. De a partitúra nem készült el időben, így a bemutató csúszott pár hónapot és végül 1926. október 16-án valósult meg. A következő évadra Kodály átdolgozta és kibővítette darabját. Ebben a formában 1928. január 10-én került színre a Háry. 1934-ben Debrecenben szabadtéren is színpadra állították, majd 1938-ban a darab előadásra került a Szegedi Szabadtéri Játékokon is. A hazai bemutatók mellett sor került egy kölni, aacheni, augsburgi és helsinki bemutatóra is. Moszkvában az operaház egyik ottani vendégszereplése alkalmával került színre. Külföldi színházakban nem tudott repertoárdarab lenni, de Kodály 1927-ben az daljáték legjellegzetesebb dallamaiból összeállított egy hat tételes zenekari szvitet. Ennek az ősbemutatója New Yorkban zajlott le és Kodály egy csapásra világhírnévre tett szert. Az opera eltűnt a külföldi operaházak repertoárjáról, de a belőle készült szvitet ma is szívesen játsszák a világ nagy hangversenytermeiben.  A mű későbbi átdolgozásai során a szerző elhagyta a világvége jelenetet és a balettzenét, de írt művéhez egy nagyszabású, önálló színházi nyitányt.

## Az opera szereplői és helyszínei
| Szereplő                        | Hangfekvés   |
| ------------------------------- | ------------ |
| Háry János, nagyotmondó obsitos | bariton      |
| Örzse, a szerelme               | mezzoszoprán |
| Marci bácsi                     | bariton      |
| Ferenc császár                  | próza        |
| A császárné                     | szoprán      |
| Ebelasztin lovag                | tenor        |
| Napóleon                        | bariton      |
| Mária Lujza, a felesége         | mezzoszoprán |
| Melusina grófné                 | próza        |
| Estrella báróné                 | próza        |
| Bíró                            | próza        |
| Két paraszt                     | próza        |
| Deák                            | próza        |
| Magyar silbak                   | próza        |
| Burkus silbak                   | próza        |
| Mária Lujza udvarhölgyei        | próza        |

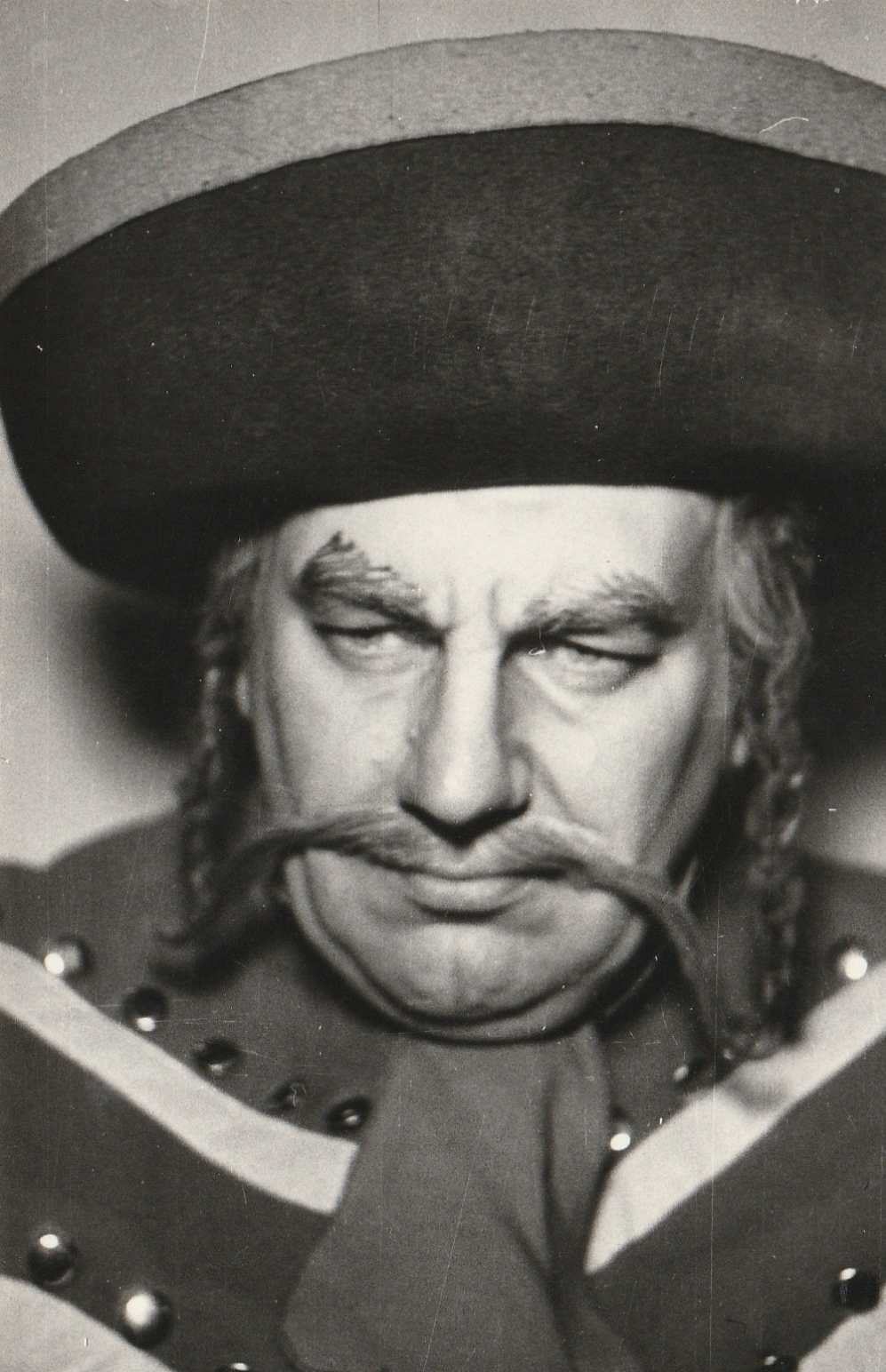
Marci bácsi (Domahidy László)

- Énekkar: huszárok, tüzérek, gránátosok, udvarhölgyek, gyerekek,
- Történik: II. Ferenc császár uralkodása alatt Nagyabonyban, a burkus határon, a bécsi Burgban és Majlandban (Milánóban)
- Helyszínek: Előjáték: a nagyabonyi kocsma, 1. kaland: a határszélen, 2. kaland: a bécsi Burg udvarában, 3. kaland: Majlandban, 4. kaland: a Burgban Háry szobája, Utójáték: a nagyabonyi kocsma
- Játékidő: 3 óra

## A daljáték cselekménye
|  | Alább a cselekmény részletei következnek! |

### Előjáték
A nagyabonyi csárdában gyülekeznek a törzsvendégek, akik szívesen hallgatják az öreg obsitos Háry János meséit. Az obsitos olykor túllendül a valóság határán, de nem a hazugok közül való. A bíró, a deák, és néhány gazda ül egy-egy pohárka bor mellett és hallgatja az öreg meséit, amiket sokan kétkedve fogadnak.
Zenei betét:
- 1. Kezdődik a mese (zenekar)

### I. kaland
Burkusország és Galícia országhatárának két oldala két ellentétes képet mutat. Az osztrák oldalon a fagy és a jég az úr, még a magyar oldalon hét ágra süt a nap: kellemes, meleg idő van. Az őrszem kulacsában a bor még az árnyékban is felmelegedett. Háry és huszárai a galíciai határt őrzik. Mária-Lujza hazafelé igyekszik édesapjához, a császárhoz, de a mogorva silbak nem akarja őket átengedni. Addig nem is mennek semmire, amíg Háry közbe nem avatkozik. Nemes egyszerűséggel taszít egyet a határőr bódén és az máris a határ galíciai oldalára lendül. A bódéban tartózkodó Mária-Lujza, valamint udvarhölgyei és Ebelasztin lovag nagy rémületére. A hercegnő természetesen azonnal megjutalmazza segítőjét: felajánlja Hárynak, hogy jöjjön vele Bécsbe, ahol beléphet a császári testőrséghez. Örzse, János szerelme, még ide a világ háta mögé is követte kedvesét, miért ne tenné ezt Bécs városába is?
Zenei betétek:
- 2. A furulyázó huszár (Tiszán innen, Dunán túl: furulya és cimbalom)
- 4. Sej, verd meg Isten (Örzse)
- 5. Ruthén lányok kara
- 6. Piros alma leesett a sárba (Háry János; utolsó két sor: Örzse)
- 7. Bordal (Ó, mely sok hal terem az nagy Balatonban; Marci bácsi)
- 8. Tiszán innen, Dunán túl (Háry János és Örzse)
- 9. Közjáték két dallammal, rondó formában (zenekar)
  - Igaz Anya, Magyar Haza (Gáti István: A' kótából való klavirozás mestersége)
  - Forrása ismeretlen. Ugyanez a dallam szerepel a Háry János szvitben is.

### II. kaland
A bécsi Burgban meghallgatják a  híres harangjátékot. Ebelasztin lovag irigykedik Háryra, amiért az a kalapjára tűzhette a Mária-Lujzától kapott violát. A huszárt időközben őrmesterré léptették elő. Mária-Lujza kegyét azzal nyerte el, hogy megszelídítette Lucifert, a császári istálló legvadabb lovát. A táltos előtte három lovászt harapott derékba. Ebelasztint a féltékenység ráveszi, hogy átadja Napóleon hadüzenetét Ferenc császárnak, amit még Párizsban bízott rá a hadvezér. A lovag úr háborút csinál a viola miatt. Háry nagy sietve indul a csatába, a császárné is csak éppen hogy utána tudja kiabálni: a császár kinevezte kapitánynak. A császári udvar úgy gondolja: okosabb dolog kapitányt, mint egy egyszerű huszárt küldeni a csatába. De ennél is fontosabb, hogy az a kapitány olyan legyen, akiben megbízhatnak!  
Zenei betétek:

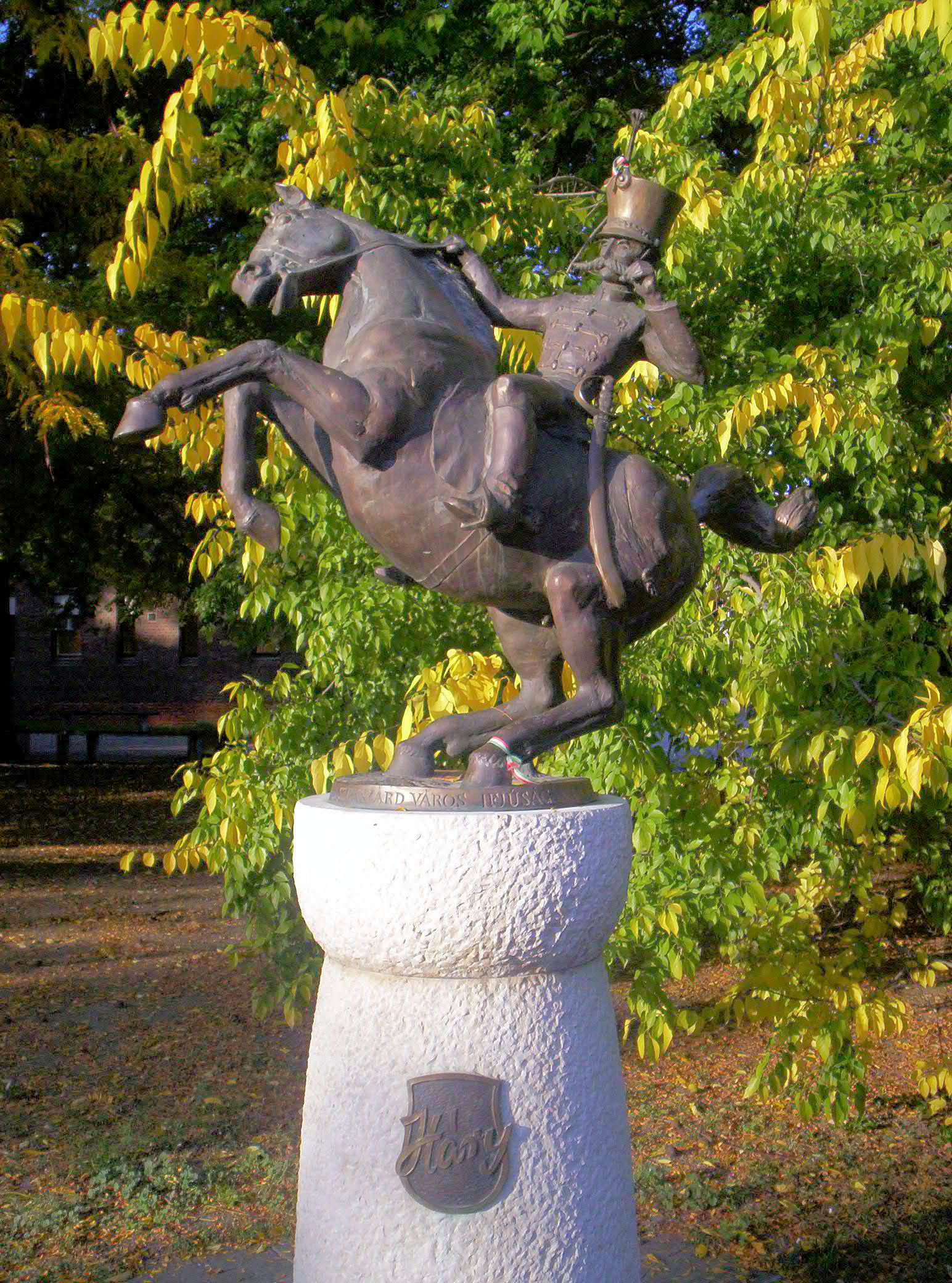
Háry János-szobor Szekszárdon. Farkas Pál alkotása (1992)

- 10. Szállj le hozzám, madárkám (Mária Lujza)
- 12. Tehénhívogató, disznóhívogató (zenekar)
- 13. Hogyan tudtál, rózsám, idejönni? (Örzse)
- 14. Két tyúkom tavalyi (lásd a Megismerni a kanászt szócikkben) (Örzse)
- 15. Katonainduló

### III. kaland
A huszárok Majland alatt járnak, ahol sor kerül majd a döntő ütközetre. Háryt időközben újra előléptették: óbester lett. De ezt meg is érdemelte, hiszen csak suhintania kell a felvonuló francia gránátosok és Napóleon előtt és azok máris kegyelemért könyörögnek. Ezt a derék tettet ismeri el nyomban Krucifix generális, s máris rangot cserél Háryval: átadja neki a vezetést. Közben Mária-Lujza is megérkezik, hogy tájékozódjon a hadiállapotokról. Mikor látja, hogy férje, akit eddig a világ legbátrabb vitézének gondolt, milyen gyáván viselkedett, menten el akar válni tőle. Ezentúl senki más felesége nem akar lenni, csak Háryé. Azonban ekkor menten ott terem Örzse is, aki nem adja oda a szerelmét. Szép kis civakodás kerekedik hát kettejük között, ami már Hárynak is sok lesz.
Zenei betétek:
- 16. Ébresztő (Sej, besoroztak; huszárok)
- Sej, Nagyabonyban (huszárok)
- 17. A franciák indulója (zenekar)
- 18. Napóleon bevonulása (zenekar)
- 19. Gyászinduló (zenekar)
- 20. Dal (Ó, te vén sülülülü; Napóleon)
- 21. Cigányzene (zenekar)
- 22. Verbunk (A jó lovas katonának; Háry János)

### IV. kaland
A császárné és lánya a bécsi Burg legszebb szobáját ajándékozza a derék Hárynak. Ebbe költözhetik majd be, ha feleségül veszi a császárlányt. Ferenc császár már öreg és érzi, hogy nincs sok ideje hátra. Örömmel adja hát feleségül lányát a derék magyar vitéznek, és így legalább lesz örököse is, akire hatalmas birodalmát hagyhatja. De Hárynak nem kell se császári cím, se birodalom, se Mária Lujza keze, mert ott van már neki Örzse, az ő igaz szerelme. Meg hát szép a Burg is, de Nagyabony mégiscsak szebb és otthonosabb is. Háry tehát felkerekedik, de előtte még kikéri az obsitját. Ezután útnak indul Örzsével, hogy visszatérjenek az ő kis falujukba. Ferenc császár magába roskad, s ezért vigasztalóul még odaszól neki Háry: „azért ha baj van, gyüvök én kérem!”
Zenei betétek:
- 23. Duett női karral
  - Gyújtottam gyertyát a vőlegénynek: női kar
  - Elment a két lyány virágot szedni: Mária Lujza és a császárné
- 24. A császári udvar bevonulása (zenekar)
- 26. Á, bé, cé, dé, rajtam kezdé (a főhercegek – Ferenc császár gyermekeinek – gyermekkara)
- 28. Örzse dala (Szegény vagyok)
- 29. Fölszántom a császár udvarát (Háry János)
- 30. Zárókar (Szegény derék magyar nép; kórus)

### Utójáték
A szerelmesek otthon lagzit csaptak, és boldogan éltek, amíg szegény Örzse meg nem halt. Így Hárynak nem maradt tanúja, aki az elmondottakat igazolhatná az utókor előtt. De erre nincs is szükség, mert: „Nincs oly vitéz a földön, mint Háry bátya volt.”
Zenei betét:
- Sej, Nagyabonyban (kórus)

|  | Itt a vége a cselekmény részletezésének! |

## Az opera zenéje
Kodály a Háry Jánosban gyakorlatilag a népies lírai daljáték XIX. századi műfajának teremtette meg a magyar párját. Tudta, hogy a népdalt eredeti zárt formájában csak ilyen daljátékok formájában lehet felhasználni, minden más műfaji kísérletezés stílustöréshez vezet. Emellett azzal is számolni kellett, hogy a korabeli városi közönség számára a népdal már a múlthoz köthető: nem tudták volna elképzelni, hogy ma így énekeljenek és beszéljenek, de nagyon is elképzelhető volt ez a XIX. században. A népies daljáték pedig ennek a századnak volt igen közkedvelt szórakoztató műfaja nyugaton. Kodály a látszat ellenére igen modern műfajban alkotta meg a Háry Jánost. Már a korabeli kritika is felhívta a figyelmet arra, hogy a Háry János éppúgy közösségi művészet, mint Kurt Weill song-játékai. Sokak használati zenéjét alkalmazta benne a szerző és anti-wagneriánus, azaz neoklasszikus: a wagneri zenedráma előtti esztétikát követte. A modern városi daljátéktól azonban erősen különbözik, mert nem az akkori városi használati zenét dolgozta fel, hanem egy ideális tömeg, a nép zenei líráját. Ennélfogva elsősorban nem kritikus, hanem idealisztikus.
A Háry János minden dallama népi eredetű, kivéve a verbunkos stílusú intermezzót. Ennek zenei anyagát Gáti 1802-ben megjelent zongoraiskolájából, A kótából való klavirozás mesterségéből egyik darabja szolgáltatta. A modern hangszerelésben megszólaló verbunkos téma korabeli hangulatot áraszt, akárcsak a lendületes toborzó. Nagyon jól kivitelezett hangszerelés jellemzi a harangjátékot és a Napóleon elleni csata zenéjét. A mű harmóniavilága gazdag a humoros, tréfás ötletekben, a meglepő fordulatok és hangszínek alkalmazásában. Az udvari bevonulást festő zene nagyon ötletesen nem azt mutatja be, milyen volt a korabeli bécsi udvar, hanem azt, milyennek látta azt egy magyar paraszt.
Kodály legerősebb oldala azonban nem a groteszk zenekari ábrázolás, hanem a vokális részek lírai hangvétele. A zenei anyag ötletes válogatása a kóruskompozíciók minden típusát felsoroltatja. A hol egyszerűen, hol gazdagon hangszerelt népdalok igen jó zenei jellemzést adnak a szereplőkről. Az udvari személyek általában nem énekelnek kifejezetten magyar stílusú dalokat, míg a magyar szereplőktől távol áll minden idegen melódia. Mária-Lujza menüett lejtésű dalt énekel, míg Örzse egy régi magyar népdalt szólaltat meg. A mese, a fantázia világát az előjáték és az epilógus valóságzenéje foglalja keretbe. A zene különlegessége, hogy alapvetően szimfonikus jellegű, a tisztán zenei fogantatású formavilághoz áll közel. Ez a fajta megoldás színpadi művek esetében nagyon ritka.

## Az opera ismertebb részletei
- "Ó mely sok hal terem az nagy Balatonba"- Marci bácsi bordala az I. kalandban
- "Tiszán innen, Dunán túl"- Örzse és Háry kettőse a II. kalandban
- "Hej két tikom"- Örzse dala a II. kalandban
- "A jó lovas katonának"- Toborzó a III. kalandban
- "Szegény vagyok"- Örzse dala a IV. kalandban
- "Felszántom a császár udvarát"- Háry dala a IV. kalandban
- Bécsi harangjáték

## Szvit
1. "Kezdődik a mese"
2. "Bécsi harangjáték"
3. "Dal" (Tiszán innen, Dunán túl c. dalhoz)
4. "Napoleon csatája"
5. "Közjáték"
6. "A császári udvar bevonulása"

## CD kiadás
Jelenleg az opera egyetlen forgalomban lévő hangfelvételét a Hungaroton adta ki:
Háry János-Sólyom-Nagy Sándor, Örzse-Takács Klára, A császárné-Sudlik Mária, Napóleon-Póka Balázs, Mária-Lujza-Mészöly Katalin, Marci bácsi-Gregor József, Ebelastin-Palcsó Sándor;  Közreműködik: a Magyar Állami Operaház ének- és zenekara (karigazgató: Nagy Ferenc), A Magyar Rádió és Televízió Gyermekkórusa (karigazgató: Csányi László); Vezényel: Ferencsik János; HCD 12837-38; Stereo ADD
Megjegyzés: A jelenleg forgalomban lévő CD kiadás csak az énekszámokat tartalmazza, a próza részeket nem.

## Háry János a filmvásznon
| Készítés éve | Rendező         | Gyártó                               | Háry János                      | Örzse                          |
| ------------ | --------------- | ------------------------------------ | ------------------------------- | ------------------------------ |
| 1941         | Bán Frigyes     | Palatinus film                       | Páger Antal                     | Dajka Margit                   |
| 1962         | Horváth Ádám    | Magyar Televízió                     | Angyal Sándor (Palló Imre)      | Böröndi Katalin (Tiszay Magda) |
| 1965         | Szinetár Miklós | MAFILM                               | Szirtes Ádám (Melis György)     | Medgyesi Mária (Mátyás Mária)  |
| 1983         | Richly Zsolt    | Magyar Televízió Pannónia Filmstúdió | Szabó Gyula(Sólyom-Nagy Sándor) | Szabó Éva (Takács Klára)       |

### Felvételek
- Kodály Zoltán:  Háry János - daljáték I. rész. Magyar Állami Operaház Failoni zenekara, Alba Regia táncegyüttes, Clara Voce vegyeskar. Vezényel: Nagy Ferenc  YouTube. Nádasdladány (2001. augusztus 10.)  (Hozzáférés: 2016. június 23.) (videó) (Előjáték, 1. kaland)
- Kodály Zoltán:  Háry János - daljáték II. rész. Magyar Állami Operaház Failoni zenekara, Alba Regia táncegyüttes, Clara Voce vegyeskar. Vezényel: Nagy Ferenc  YouTube. Nádasdladány (2001. augusztus 10.)  (Hozzáférés: 2016. június 23.) (videó) (2–3. kaland)
- Kodály Zoltán:  Háry János - daljáték III. rész. Magyar Állami Operaház Failoni zenekara, Alba Regia táncegyüttes, Clara Voce vegyeskar. Vezényel: Nagy Ferenc  YouTube. Nádasdladány (2001. augusztus 10.)  (Hozzáférés: 2016. június 23.) (videó) (4. kaland, utójáték)